# Okręg Chociebuż
Okręg Chociebuż (niem. Bezirk Cottbus) – okręg administracyjny w dawnej Niemieckiej Republice Demokratycznej.

## Geografia
Okręg położony w południowo-wschodniej części NRD. Od wschodu, przez Nysę, graniczył z PRL.

### Podział
- Chociebuż
- Powiat Bad Liebenwerda
- Powiat Calau
- Powiat Chociebuż
- Powiat Finsterwalde
- Powiat Forst
- Powiat Guben
- Powiat Herzberg
- Powiat Hoyerswerda
- Powiat Jessen
- Powiat Luckau
- Powiat Lübben
- Powiat Senftenberg
- Powiat Spremberg
- Powiat Weißwasser

## Polityka

### Przewodniczący rady okręgu
- 1952–1959 Werner Manneberg (1923–2000)
- 1959–1962 Heinz Krüger (1919-)
- 1962 Rudolf Müller (komisarz) (1911-)
- 1962–1971 Hans Schmidt (1915-)
- 1971–1989 Irma Uschkamp (1929-)
- 1989–1990 Peter Siegesmund (1940-)
- 1990 Karl-Heinz Kretschmer (Regierungsbevollmächtigter) (1948-)

### I sekretarzSEDokręgu
- 1952–1953 Franz Bruk (1923–1996)
- 1953–1969 Albert Stief (1920–1998)
- 1969–1989 Werner Walde (1926-)
- 1989–1990 Wolfgang Thiel (1948-)